# Université Savoie-Mont-Blanc
Université Savoie-Mont-Blanc är ett offentligt universitet i Savoie-regionen, med ett campus i Annecy och två vidChambéry.
Universitetet är tvärvetenskapligt och utbildar mer än 15 000 studenter inom områdena vetenskap och teknik, konst, litteratur och språk, juridik, ekonomi, management och human- och samhällsvetenskap, och forskningen bedrivs i 19 forskningslaboratorier.

## Kända akademiker
- Victor Muffat-Jeandet, en fransk alpin skidåkare
- Lars Gyllenhaal, en svensk författare med modern militärhistoria som specialitet